# Naufragium

Le mot naufragium désigne, dans la Rome antique, le bris d'un navire, et plus généralement la perte d'un navire par fortune de mer. Parfois les objets qui se trouvaient sur le navire qui a péri sont qualifiés de naufragium. 
La législation romaine s'est occupée du naufrage à trois points de vue : 
- elle a déterminé les effets des mesures prises pour sauver le navire par le jet à la mer d'une partie de la cargaison,
- elle a réglé la question des risques,
- elle a réprimé les actes délictueux qui ont pu entraîner la perte du navire ou qui ont été commis lors du naufrage.

## Le jet à la mer
Lorsqu'un navire est en danger, le capitaine est autorisé par les usages maritimes à jeter à la mer une partie de la cargaison. Si l'on parvient à sauver le navire et à le conduire au port, le dommage subi par les propriétaires des marchandises doit être réparé par tous ceux qui ont profité du sacrifice fait dans l'intérêt commun. Il y a là ce qu'on appelle aujourd'hui une « avarie commune », parce qu'elle est supportée en commun. Chacun doit y contribuer en proportion de son intérêt. Mais on ne tient compte que de la valeur vénale des objets jetés et non du bénéfice que le propriétaire aurait pu faire en les vendant au lieu de destination. 
Trois conditions sont requises pour qu'il y ait lieu à contribution : 
- que des marchandises aient été jetées à la mer par un acte de volonté du capitaine et dans l'intérêt commun. On n'a pas à tenir compte des marchandises enlevées par un coup de mer ou ravies par les brigands ; des esclaves morts de maladie ou qui se sont volontairement noyés ;
- qu'il y ait eu communauté de risques pour le propriétaire du navire et pour les chargeurs ; il n'y aura donc pas lieu à contribution si les dégâts ont été causés au navire seul, à moins qu'ils n'aient été faits sur la demande des passagers ou par crainte du danger ;
- que le navire ait été sauvé ainsi que le reste du chargement. Si le navire périt en continuant sa route, les propriétaires des objets jetés à la mer n'ont droit à aucune indemnité. Il en serait autrement si. une partie des marchandises qui ont péri avec le navire était retirée de la mer par des plongeurs. On suppose que, si le navire n'avait pu se maintenir à flot pendant quelque temps, on n'aurait pu rien sauver du naufrage. Le jet à la mer n'a donc pas été inutile.

La contribution se calcule proportionnellement à la valeur vénale du navire et des objets sauvés. On n'a pas à s'occuper du poids ni du volume de ces objets : les pierres précieuses, les anneaux, les vêtements, les esclaves contribuent aussi bien que les marchandises lourdes. On n'excepte que les vivres destinés à être consommés au cours du voyage, et les personnes libres présentes à bord, car leur vie n'est pas appréciable en argent. Si, parmi les marchandises sauvées avec le navire, il en est qui aient été détériorées, elles ne contribueront à la réparation du préjudice causé aux propriétaires des objets jetés à la mer que déduction faite de la valeur du dommage qu'elles ont subi. Mais si ce dommage est supérieur à la quotité de la contribution, on assimilera les marchandises détériorées à celles qui ont été jetées à la mer.
Les propriétaires des objets jetés à la mer ont un recours en justice contre le capitaine pour l'obliger à retenir les marchandises des autres chargeurs jusqu'au règlement du dommage. Ce recours, fondé sur le contrat de louage conclu avec l'armateur, s'exerce par l'action ex locato. Le capitaine a lui-même une action (ex conducto) contre les chargeurs, mais n'est pas responsable de leur insolvabilité. 
Les règles qui précèdent, empruntées par les Romains aux lois de l'île de Rhodes (Lex Rhodia) ont été étendues par la jurisprudence : 
- au cas où une partie de la cargaison a été transbordée sur une allège qui a péri ;
- au cas où, pour le salut commun, on a coupé les mats du navire ou les agrès ;
- au cas où l'on a racheté le navire capturé par les pirates.

Au Bas-Empire, pour les transports maritimes de denrées faits pour le compte de l'État, les règles sur le jet à la mer souffrent une exception : les prosecutores sont responsables des marchandises jetées à la mer, lorsque le capitaine ne peut prouver par témoins que le navire était en danger. On suppose qu'il y a eu faute de sa part, et l'on déclare responsables envers l'État ceux qui ont eu le tort de confier le commandement du navire à un incapable.

## La réparation du préjudice
Lorsqu'un navire fait naufrage, l'armateur est hors d'état d'exécuter l'obligation de transport qu'il a contractée envers les chargeurs : ceux-ci sont-ils corrélativement dégagés de leurs obligations envers l'armateur ? Peuvent-ils exiger la réparation du préjudice causé par la perte de leurs marchandises ? C'est la question des risques qui se pose dans les contrats bilatéraux et de bonne foi, comme la vente et le louage. 

### Dans la jurisprudence classique
Elle a été résolue par la jurisprudence classique, à l'aide des principes généraux du droit. L'armateur n'a pas droit, en cas de naufrage, au paiement du fret (vectura) convenu pour le transport des marchandises. Si l'avance en a été faite à titre de prêt, on en demandera le remboursement. Mais l'armateur n'est pas, en principe, responsable de la perte du chargement ; le naufrage est un cas de force majeure. Si cependant il y avait une faute imputable au capitaine, les chargeurs auraient droit à une indemnité. Tel est le cas où il a pris la mer par un mauvais temps où il a emporté sur son navire un objet qu'on lui a confié pour s'en servir à terre. Tel aussi le cas où il a fait son entrée dans un fleuve sans prendre un pilote et n'a pu gouverner son navire. Sa responsabilité est dégagée s'il a transbordé la cargaison sur un bateau d'un moindre tirant d'eau et que ce bateau ait sombré à l'embouchure du fleuve. S'il a fait cette opération contre la volonté du chargeur ou par un temps défavorable, s'il a choisi un bateau insuffisant ou qui n'était pas en état de tenir la mer, il reste obligé, à moins que le premier navire n'ait lui-même péri. 
Les chargeurs n'ont pas de recours contre ceux d'entre eux qui ont réussi à sauver leurs marchandises du naufrage 10. Si le navire a sombré pendant le déchargement, ceux dont les marchandises ont péri n'ont pas de recours contre celui qui a eu la chance de recevoir les siennes avant le naufrage : le capitaine n'est pas en faute ; on ne peut lui reprocher d'avoir rendu meilleure la condition de l'un des chargeurs ; il fallait bien qu'il vommça par quelqu'un. 
Les patrons de navires, affectés au transport des voyageurs, sont responsables de la perte des effets qui leur ont été confiés et de ceux que les voyageurs portent avec eux, alors même qu'on ne pourrait prouver qu'ils sont en faute (receptum). Mais en cas de naufrage, ils peuvent invoquer une exception pour établir qu'il y a eu force majeure

### Règles spéciales pour l'Annone
Au Bas-Empire, on a édicté des règles spéciales pour les risques de mer auxquels sont exposées les denrées (blé, huile, bois) fournies par certaines provinces pour l'approvisionnement des deux capitales (l'Annone). En principe, la cargaison voyage aux risques du fisc. C'est une règle très anciennement admise à Rome et qui figurait, lors de la deuxième guerre punique, dans les cahiers des charges des adjudications pour le transport des troupes par navires. Au Bas-Empire, les contribuables qui ont régulièrement fourni l'impôt en nature auquel ils sont assujettis, sont libérés ; ils ne sont pas tenus de payer deux fois. Mais le fisc a un recours contre le propriétaire du navire (navicularius) lorsque le naufrage peut lui être imputé à faute. C'est ici qu'apparaissent les dérogations au droit commun. 
Le naviculaire dont le navire a péri en cours de route doit sans retard s'adresser aux magistrats pour dégager sa responsabilité. Les magistrats compétents sont, pour l'Orient, les gouverneurs de provinces ; pour l'Occident, le préfet de l'annone, le vicaire de la ville de Rome, le préfet de la Ville. Le magistrat doit être saisi par une requête écrite ou par une interpellation solennellement faite lorsqu'il siège à son tribunal. 
La demande doit être formée dans le délai d'un an pour les navires de la flotte d'Alexandrie ou de Carpathos, chargés d'approvisionner Constantinople ; et pour les navires de la flotte d'Afrique, chargés de l'approvisionnement de Rome. Le délai est porté à deux ans pour les navires d'Afrique exceptionnellement chargés d'approvisionner Constantinople ou des troupes expéditionnaires stationnant dans un port éloigné. Toute demande formée tardivement est écartée par une fin de non recevoir : le propriétaire du navire est responsable du naufrage. Mais pour éviter des abus, l'affaire doit être jugée publiquement (levato velo); et il est interdit aux chefs des offices et à leurs employés d'exiger quoi que ce soit pour accueillir les demandes relatives aux naufrages, et ce, sous peine d'amende, de confiscation ou de révocation au gré du magistrat
Dès qu'il est saisi de la demande, le magistrat doit ouvrir une enquête. Il doit rechercher d'abord si le navire a pris la mer pendant la mauvaise saison, du 1er octobre au 1er avril, auquel cas l'armateur est présumé en faute ; s'il y a eu retard en cours de route ou négligence du capitaine, auquel cas ce capitaine doit être puni. Le magistrat doit ensuite examiner si le navire a réellement fait naufrage : en cette matière, la fraude avait été de tout temps pratiquée. Pendant la deuxième guerre punique, les publicains supposèrent plus d'une fois de faux naufrages ; et ceux mêmes qui étaient réels furent occasionnés, dit Tite-Live, par la perfidie des armateurs plutôt que par le hasard. Sur des vaisseaux délabrés et hors de service, ils chargeaient des objets de peu de valeur et en petite quantité, les faisaient couler à fond en pleine mer, et recueillaient les matelots sur de petits bateaux préparés d'avance; puis ils réclamaient frauduleusement le prix de fournitures considérables. 
Au Bas-Empire, les naviculaires, pour dissimuler leurs vols ou leurs fraudes, ne se faisaient aucun scrupule de prétendre que leur navire avait péri. Ils trafiquaient des denrées qui leur étaient confiées à tel point que Constantin avait dû fixer un délai maximum pour le transport des denrées et pour le voyage de retour. Ces abus étaient devenus tels que, pour arriver à découvrir la vérité, Valentinien Ier prescrivit de mettre à la question la moitié des gens de l'équipage. Gratien jugea cette mesure excessive et réduisit à deux ou trois le nombre des personnes qui pourraient être soumises à la question, en commençant par le capitaine s'il avait survécu. Lorsque le navire a péri corps et biens avec tous ceux qui étaient à bord, on applique une loi de Constantin qui ordonne de mettre à la question les enfants de l'armateur : par eux on tâchera de savoir si le naufrage n'est pas imaginaire.
Lorsque le résultat de l'enquête est favorable à la demande, le propriétaire du navire doit être déchargé des risques. Mais la décision n'appartient pas toujours au juge enquêteur : si l'affaire a été instruite par un gouverneur de province, il doit adresser un rapport au préfet du prétoire qui seul a qualité pour accorder une remise à un débiteur du fisc (remedium ex indulgencia). Si le résultat de l'enquête est contraire à la prétention du demandeur, le naviculaire est condamné à réparer le préjudice causé au fisc. Les naviculaires d'Alexandrie, de Carpathos et des îles de la mer Égée ont été soumis à un régime spécial par un édit du préfet du prétoire Anthemius, confirmé par une constitution de Théodose II en 409 : le blé qui leur est confié voyage toujours à leurs risques. Ils sont présumés en faute toutes les fois que le navire fait naufrage. En raison du voisinage de Constantinople, c'était à eux de choisir un moment favorable à la navigation. Pour assurer au fisc un recours efficace, on rend responsable de la perte le collège tout entier des naviculaires dont fait partie le propriétaire du navire naufragé. Chacun des membres de la corporation supporte une part de la perte proportionnelle à la valeur de ses navires.
Dans tous les cas, la demande des naviculaires doit être jugée dans le délai de cinq ans. S'il y a négligence de la part du magistrat, on met à sa charge la moitié des risques, l'autre moitié est supportée par son officium.

## La repression des cas délictueux
Le naufrage d'un navire peut donner lieu à des actes délictueux de diverses sortes, pillage, vol, recel, abus de confiance. Parfois il est dû à un acte délictueux ou criminel ; ou bien il est l'occasion d'actes criminels. Tous ces faits sont sévèrement punis par la législation romaine. D'autre part, l'échouement d'un navire sur une propriété privée peut causer des dommages : la jurisprudence a dû proposer un moyen d'en assurer la réparation. 
A. Toutes les règles sur la matière ont pour point de départ le principe suivant : les épaves de mer restent la propriété de ceux à qui elles appartenaient lors du naufrage. Qu'elles aient été volontairement jetées à la mer pour le salut du navire ou enlevées par les flots lors du naufrage, en aucun cas le propriétaire n'est présumé avoir renoncé à son droit. Lui seul a qualité pour recueillir tous les débris que l'on pourra retrouver. Quiconque s'en empare contre son gré commet un délit.

### Le pillage
Un édit du préteur, antérieur à Auguste, promet une action contre ceux qui profitent d'un naufrage pour s'approprier par violence (rapere) ou pour endommager (damnum dare) par dol un objet quelconque dépendant du navire ou du chargement. Le vol commis en cette circonstance est particulièrement odieux : on a pensé qu'il était d'intérêt public de le punir rigoureusement. La peine est du quadruple, comme pour le vol manifeste ; mais il faut que l'action soit intentée dans l'année, à dater du moment où la victime a eu la possibilité d'agir, sinon la peine est du simple. Deux conditions sont requises pour l'application de l'édit : le pillage doit avoir lieu :
- au moment du naufrage, alors que les victimes sont encore sous l'impression du désastre qu'elles viennent de subir et songent à leur vie plutôt qu'à leurs biens ;
- à l'endroit même où le navire a péri.

On a étendu l'application de l'édit soit au cas où l'on n'a pas usé de violence pour s'emparer des épaves (amovere), soit au cas où le navire est échoué sur la côte. Si le délit a été commis par un esclave ou par une bande d'esclaves, il semble que le Préteur donnait contre le maître une action noxale.
D'après un sénatus-consulte du règne de Claude, celui qui enlève une ou plusieurs chevilles du navire naufragé doit réparer le préjudice qu'il a causé. 
Les peines pécuniaires édictées par le Préteur n'ont pas paru suffisantes : on y a joint en certains cas des peines criminelles, celles de la loi Julia de vi privata. On a maintes fois défendu aux personnes étrangères au navire d'intervenir pour recueillir les épaves. Le Sénat notamment l'a défendu aux soldats, aux affranchis et aux esclaves de l'empereur. Un édit d'Hadrien a fait une défense analogue à ceux qui possèdent des terres sur le rivage de la mer : si un navire se brise ou échoue sur leur possession, ils ne peuvent s'approprier aucune épave. En cas de contravention, les naufragés porteront plainte au gouverneur de la province qui leur donnera une action contre les possesseurs pour se faire rendre tout ce qu'on leur aura pris. En outre, le gouverneur appliquera à ceux qui seront convaincus d'avoir pillé le navire la peine édictée contre les bandits (latrones). Pour faciliter la preuve du crime, l'édit d'Hadrien autorise les victimes à s'adresser aux préfets qui feront saisir les coupables et les renverront devant le gouverneur de la province, soit après les avoir fait enchaîner, soit en exigeant des cautions. Enfin le propriétaire de la terre sur laquelle le crime a été commis doit également fournir caution de comparaître. 
Un rescrit d'Antonin le Pieux a fixé les peines applicables suivant les circonstances, en excluant le cas où l'on a recueilli des objets qui auraient certainement péri. Quiconque s'est emparé par violence d'objets susceptibles d'être sauvés est frappé d'une peine variable suivant l'importance de la prise et la qualité des coupables : si la prise est de grande valeur et que le coupable soit un homme libre, il sera condamné à la bastonnade et à trois ans de relégation. Les personnes de condition inférieure seront condamnées aux travaux publics pendant le même temps; les esclaves subiront la peine du fouet et seront envoyés dans les mines. Pour les prises de moindre importance, on se contentera de la peine du bâton pour les hommes libres, du fouet pour les esclaves. Les magistrats sont d'ailleurs autorisés, suivant les cas, à aggraver ou à atténuer les peines ainsi fixées. Ce n'étaient pas seulement des gens de basse condition qui pillaient les naufragés : dans son commentaire sur la loi Rhodia, le jurisconsulte Lucius Volusius Maecianus a conservé le souvenir d'une plainte adressée à Antonin le Pieux par un habitant de Nicomédie qui, ayant fait naufrage en Italie, avait été pillé par les publicains habitant les Cyclades.

### Le vol
Celui qui s'empare d'un objet sauvé du naufrage et transporté en lieu sûr, ou qui, un certain temps après le naufrage, s'approprie une épave rejetée par la mer sur le rivage, est traité comme un simple voleur : ii n'encourt pas l'aggravation de peine établie par l'édit prétorien. Il est passible de l'action furti qui se donne au double ; si cependant il avait usé de violence, il encourrait l'action bonorum vi raptorum qui entraîne la peine du quadruple (rapina). Telle est l'opinion qui avait prévalu au IIIe siècle, elle était encore discutée au temps des Antonins. C'est une atténuation apportée à la rigueur du droit : il a suffi, pour la réaliser, d'introduire une distinction entre le vol commis au moment du naufrage ou quelque temps après.

### Le recel
Le recéleur d'objets volés lors du naufrage est puni aussi sévèrement que le voleur. Mais l'édit du Préteur a fait entre les recéleurs une distinction : il frappe seulement ceux qui ont agi par dol ; il ne s'applique pas à ceux qui ignorent la provenance des objets qu'on leur a confiés ou qui croient les avoir reçus du propriétaire. Le droit civil, au contraire, ne tenait aucun compte, à l'époque antique, de l'intention du recéleur : elle le punissait par cela seul qu'en faisant une perquisition, un objet volé était trouvé chez lui, alors même qu'on l'avait déposé dans sa maison à son insu. Les actions données contre les recéleurs ou contre les voleurs sont transmissibles activement et passivement mais les héritiers du délinquant ne sont tenus que dans la mesure de leur enrichissement.

### L'abus de confiance
Celui à qui l'on confie un objet en dépôt, lors d'un naufrage, est tenu plus rigoureusement qu'un dépositaire ordinaire. Le dépôt est fait ici, non pas en toute liberté, mais par nécessité le Préteur estime que l'infidélité du dépositaire est beaucoup plus grave, et que l'intérêt public commande de la punir plus sévèrement. Si donc le dépositaire refuse de rendre la chose sur l'invitation du juge, il sera condamné au double, comme s'il y avait vol non manifeste. La mort du coupable n'éteint pas le droit du déposant : il a un recours contre les héritiers du dépositaire, mais l'action ne se donne plus qu'au simple". 

### Autres cas
- Si un navire a péri par suite d'un abordage, le propriétaire a un recours contre le pilote ou le capitaine du navire qui a causé le dommage : on lui donne l'action de la loi Aquilia. Cette règle, admise sans réserve au temps d'Auguste, a reçu plus tard un tempérament : on a fait une distinction entre l'abordage causé par la faute des gens de l'équipage et celui qui est dû à une force majeure. L'action de la loi Aquilia n'est possible que dans le premier cas; dans le second, le propriétaire du navire n'encourt aucune responsabilité. Si la perte d'un navire est due à la rupture d'une amarre, coupée par un malfaiteur, on donnera contre l'auteur du délit une action in factum. Le naufrage d'un navire est parfois occasionné par un acte criminel : des pêcheurs allument un feu sur leur navire pour simuler le voisinage d'un port. Il est du devoir des gouverneurs de province d'exercer une surveillance rigoureuse pour prévenir un pareil forfait.

- Un sénatus-consulte applique les peines de la loi Cornelia de sicariis, à ceux qui frauduleusement ont usé de violence pour empêcher de porter secours à un navire en perdition. Ceux qui auront profité du naufrage pour s'emparer des épaves ou qui en auront retiré un bénéfice quelconque seront tenus de payer au fisc une somme égale à celle qui est fixée par l'édit du Préteur, soit le quadruple de la valeur des objets.

- Lorsqu'une barque, poussée par la violence du courant d'un fleuve, a échoué sur le champ d'un particulier, le batelier n'est admis à la réclamer, par l'action ad exhibendum, qu'après avoir promis sous caution d'indemniser le propriétaire du champ : le juge doit tenir compte du préjudice passé et futur.

## Source
« Naufragium », dans Charles Victor Daremberg et Edmond Saglio (dir.), Dictionnaire des Antiquités grecques et romaines, 1877-1919 [détail de l’édition] (lire en ligne) (« quelques transcriptions d'articles », sur mediterranees.net)